# Freenews
 (août 2020).
Si vous disposez d'ouvrages ou d'articles de référence ou si vous connaissez des sites web de qualité traitant du thème abordé ici, merci de compléter l'article en donnant les références utiles à sa vérifiabilité et en les liant à la section « Notes et références ».
Freenews.fr est un média en ligne traitant de l'actualité du numérique en général créé en décembre 2003. Son administration et sa gestion son confiés à l'association loi de 1901 Freenews, indépendant de l'entreprise Free et dont le siège social est situé sur Montpellier, en France. Son périmètre d'activité s'étend principalement sur Nice et dans les Alpes-Maritimes.
Il est en France,le premier site communautaire consacré à un fournisseur d'accès internet. Son volume global annuel de pages lues est évalué à environ 44 millions.

## Historique
Le site web Freenews.fr a été mise en ligne le 1er décembre 2003.
Son fondateur est Olivier Rosello.
Les membres de Freenews se sont constitués en association loi de 1901 en novembre 2004.
Freenews ouvre des éditions régionales de son site web afin de couvrir le dégroupage sur toute la France en décembre 2004.
Le 22 décembre 2005, Freenews lance sa chaîne de télévision Freenews TV sur Freebox, devenant la première chaîne de télévision associative à être diffusée sur l'ADSL dans un bouquet triple play.
Freenews TV a fermé ses portes le 1er août 2011, faute de modèle économique viable.

## Évolution du logo depuis 2004

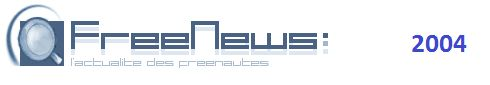
2004.
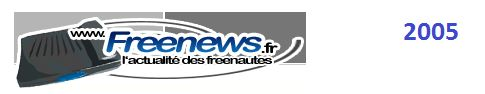
2005.
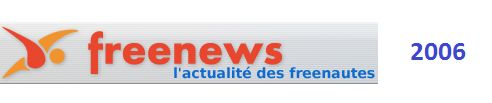
2006.
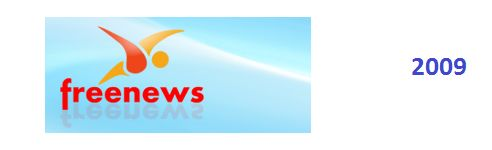
2009.
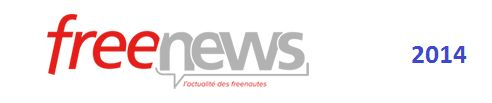
2014.